# 菲卡罗洛
菲卡罗洛是意大利威尼托大区罗维戈省的一个镇，人口约2700人（2004年）。